# Баранюк Василь Никифорович
Василь Никифорович Баранюк — радянський військовик Герой Радянського Союзу (1945).

## Життєпис
Народився в 1915 році у с. Лука-Мелешківська Вінницького району. Українець. Член КПРС із 1940 року.
У Радянській Армії з 1936 р. Учасник німецько-радянської війни з червня 1941 року. 108-ма танкова бригада 9-го танкового корпусу 3-ї ударної армії (Перший Білоруський фронт) під командуванням полковника Баранюка відзначилася в боях за передмістя Берліна — Мальхов, а у вуличних боях у Берліні 22.4.45 вийшла до окружної дороги в районі вокзалу. Баранюк уміло управляв частинами бригади.
За зразкове виконання бойових завдань командування на фронті боротьби з німецько-фашистськими загарбниками і виявлені при цьому відвагу і геройство Указом Президії Верховної Ради СРСР від 31 травня 1945 року командирові 108-й Бобруйської Червонознаменної ордена Суворова танкової бригади 9-го танкового Бобруйського Червонознаменного корпуса полковникові Баранюку Василю Никифоровичу присвоєно звання Героя Радянського Союзу. 
Нагороджений орденом Леніна, трьома орденами Червоного Прапора, орденами Кутузова II ступеня, Вітчизняної війни I ступеня, Червоної Зірки, багатьма медалями, а також польськими орденами Virtuti Militari, «Хрест хоробрих», «Золотий хрест заслуги» і орденом НДР «За заслуги перед Батьківщиною» у бронзі.